# Dolors Gordi i Julià
Dolors Gordi i Julià (Barcelona, 1950) és una política catalana, diputada al parlament de Catalunya en la X legislatura.
Llicenciada en psicologia, és funcionària del Cos de Titulats Superiors de la Generalitat de Catalunya i del cos de Professors d'Educació General Bàsica. Militant d'Unió Democràtica de Catalunya des de 1993, el 2004 fou nomenada Directora del Centre d'Atenció a Disminuïts (CAD) de Badalona del Departament de Benestar i Família de la Generalitat de Catalunya.
Fou escollida diputada per Barcelona a les llistes de CiU a les eleccions al Parlament de Catalunya de 2010. Ha estat vicepresidenta de la Mesa de la Comissió d'Empresa i Ocupació del parlament de Catalunya. El gener de 2013 fou nomenada Secretària de Família del Departament de Benestar i Família de la Generalitat de Catalunya.